# Johannes Schöner

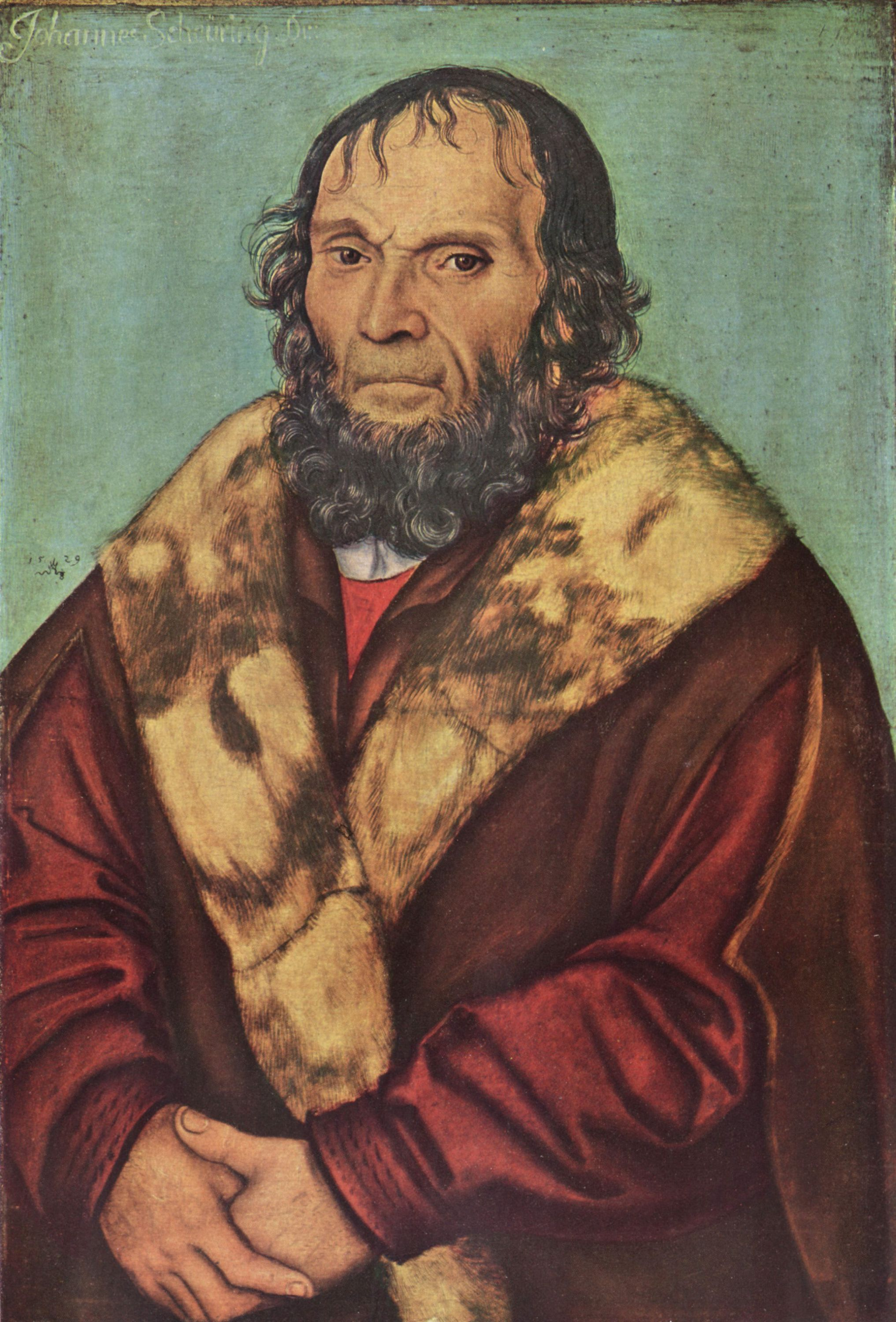
Porträtt av teologen Johannes Schöner, 1529.

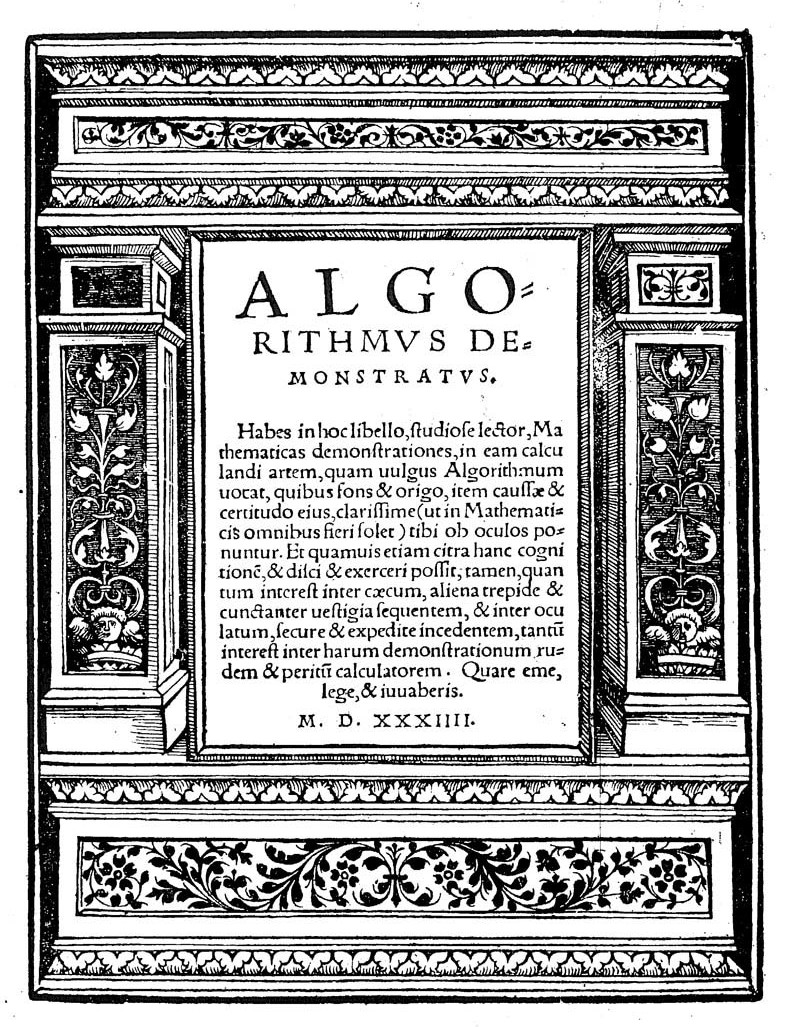
Algorithmus demonstratus, 1534

Johannes Schöner, född 16 januari 1477 i Karlstadt, död 16 januari 1547 i Nürnberg, var en tysk matematiker och astronom.
Schöner var 1526–46 professor i matematik i Nürnberg. Han gjorde astronomiska observationer och skrev flera astronomiska arbeten. Schöner var också en framstående instrumentmakare och tillverkade jord- och himmelsglober. Hans himmelsglober hade flera nya funktioner och etablerade en sorts standard för hur sådana glober skulle vara utformade. Mest känd är han kanske ändå som utgivare av Johannes Regiomontanus efterlämnade arbeten.

## Eftermäle
Nedslagskratern Schöner på planeten Mars är uppkallad efter honom.